# Vlag van De Rijp

Vlag van De Rijp

De vlag van De Rijp is op onbekende datum vastgesteld als de dorpsvlag van de Noord-Hollandse dorp De Rijp. De vlag kan als volgt worden beschreven:
Blauw veld beladen met twee gele haringen met de kop richting mastzijde, beide boven de kop vergezeld van een driebladige gele kroon.
De vlag toont hetzelfde beeld als het gemeentewapen.

## Verwante afbeelding

Wapen van De Rijp

Abbekerk
· Assendelft
· Bergen
· Bovenkarspel
· Buitenveldert
· Bussum
· De Rijp
· Driemond
· Groet
· Grootschermer
· Graft
· Hauwert
· Huisduinen
· Julianadorp
· Koog aan de Zaan
· Krommenie
· Krommeniedijk
· Lambertschaag
· Marken
· Middelie
· Muiden
· Muiderberg
· Naarden
· Nauerna
· Nibbixwoud
· Nieuw-Vennep
· Omval
· Opperdoes
· Rijsenhout
· Sijbekarspel
· Sint Pancras
· Sloten
· Spaarndam
· Vogelenzang
· Weesp
· Wijk aan Zee
· Wormerveer
· Zaandijk
· Zwaagdijk-West